# Xã Osage, Quận Newton, Arkansas
Xã Osage (tiếng Anh: Osage Township) là một xã thuộc quận Newton, tiểu bang Arkansas, Hoa Kỳ. Năm 2010, dân số của xã này là 238 người.